# Play4
Pour les articles homonymes, voir VT4.
Play4, anciennement VT4, puis Vier (« Quatre » en néerlandais ; stylisé « 4 »), est une chaîne de télévision privée belge émettant principalement en Flandre et à Bruxelles. Média néerlandophone, elle appartient à SBS Belgium, filiale du groupe audiovisuel NV De Vijver Media racheté par Telenet.

## Histoire
Le 1er février 1995, le groupe SBS Belgium - filiale nouvellement créée de SBS Broadcasting - lança la diffusion de sa première chaîne, VT4 (abréviation de Vlaamse Televisie 4, littéralement télévision flamande 4).
Le 27 septembre 2007, le groupe allemand ProSiebenSat.1 Media acquit SBS Broadcasting, pour la somme de 3,3 milliards €.
En janvier 2011, ProSiebenSat.1 décida de vendre ses activités de radio et de télévision en Scandinavie, aux Pays-Bas et en Flandre. Le groupe De Vijver Media (propriétaire de la maison de production Woestijnvis ainsi que RTL Group se montrèrent intéressés par l'acquisition des chaînes VT4 et VijfTV, toutes deux aux mains de SBS Belgium. À la suite du retrait du groupe RTL le 19 avril 2011, De Vijver devint le propriétaire des deux chaînes le 20 avril 2011.
Le 14 juin 2012, le nouveau nom de la chaîne - Vier - a été dévoilé dans les médias, ainsi qu'un aperçu de sa future programmation. Le changement s'est opéré le 17 septembre 2012. La grille comportait alors des programmes de l'ancienne VT4, ainsi que de nouvelles émissions. Le nouveau propriétaire profita de l'occasion pour diffuser des programmes à succès de Woestijnvis, comme De Slimste Mens ter Wereld, Man Bijt Hond, De Pappenheimers et In Godsnaam.
Fin 2012, les revenus publicitaires de Vier dépassaient ceux de VT4, mais restaient en deçà des attentes tant des médias que du patron de VIER - et de Woestijnvis - Wouter Vandenhaute. Dès lors, des changements furent opérés dans la grille de programme, mais ceux-ci ne s'avérèrent pas gagnant : à la fin 2013, l'audience moyenne de la chaîne atteignit 25 % de moins que celle de VT4.
En 2014, les chiffres d'audience augmentèrent. La chaîne tablait alors sur une croissance de 7 % sur le public cible "18-54 ans responsable des achats".
Afin de rendre ses pages publicitaires plus attrayantes pour les annonceurs, VIER les mélangea à de nombreux programmes courts : des jeux, des émissions rédactionnelles ou encore des courts-métrages d'animation. Toutefois, selon le régulateur des médias flamands VRM, ces extras étaient contraires à la législation sur la publicité. La loi prévoit en effet que la publicité soit clairement distincte des programmes de la chaîne. En conséquence, Vier supprima ces programmes courts de sa grille.
Le 13 juin 2014, Telenet devint l'un des trois actionnaires de De Vijver Media, en rachetant les actions détenues jusqu'alors par le groupe Sanoma.
À la mi-2016, la part de marché de Vier atteignait 12,8 % sur le groupe cible "18-54 ans", soit la plus haute audience de l'histoire de la chaîne. En novembre de la même année, l'audience progressa encore, jusqu'à atteindre 14,8 % sur le même public cible.
Le 27 mars 2017, la chaîne opéra un changement d'habillage et de logo. La typographie "VIER", entourée d'un cercle, est abandonnée au profit d'un logo mentionnant le chiffre "4".
En 2018, Telenet a acquis les actions des deux autres actionnaires de De Vijver Media (Mediahuis et le duo Wouter Vandenhaute et Erik Watté), lui donnant ainsi le contrôle total de SBS Belgique.
Le 28 janvier 2021, Vier, Vijf et Zes deviennent Play4, Play5 et Play6, avec le lancement d'une quatrième chaîne Play7 le 2 avril 2021 dédié au public féminin. De plus, une nouvelle plateforme vidéo est lancée, nommé GoPlay (fusionnant vier.be, vijf.be et zestv.be),. Play est la marque flamande de divertissement de Telenet, utilisé pour ses produits TV Play More (pendant flamand de BeTV), Play Sports et Yelo Play (plateforme pour regarder Telenet TV sur différents appareils).

## Programmes
Originellement conçue pour être une chaîne généraliste traditionnelle, VIER choisit par la suite de cibler une population plus jeune afin de se démarquer de ses concurrentes BRT 1 (aujourd'hui VRT 1) et VTM. Intégrant de nombreuses séries américaines à sa grille des programmes, elle connaît un certain succès en Flandre où elle atteint 7,54 % de part de marché (2008).
VIER se distingue par la diffusion de séries, films et émissions de société en anglais sous-titré en néerlandais, ne laissant la place qu'à relativement peu de productions strictement néerlandophones. Parmi celles-ci figurent notamment des émissions de télé-réalité (The Block: Gent), des concours (Komen Eten, Het Perfecte Plaatje) ou des émissions sportives.

### Blocs pour enfants
De ses débuts jusqu'en 2016, la chaîne a diffusé des blocs de programmation pour enfants.
- geen naam (1995)
- Inges Club (1996 - 2000)[15]
- De Wakkere Wekker (1997 - juin 2002)
- Boemerang (juillet 2002 - janvier 2006)[16]
- Webcameraden (septembre 2002 - avril 2007)[16]
- MyTV (avril 2007 - décembre 2009)[17]
- VT4 Kids (décembre 2009 - septembre 2012)[18]
- VIER Kids (septembre 2012 - décembre 2015)
- VIER Toons (mars 2016 - décembre 2016)

Inges Club a été présenté par Inge Moerenhout Boemerang a diffusé l'émission Stapel présentée par Iris Van Hoof. Quelques mois plus tard, Webcameraden a également fait partie de Boemerang. Cette émission a été présentée par les "Cartoon Jockeys" (CJ's). En janvier 2006, Webcameraden a repris l'ensemble du bloc des enfants. MyTV n'avait pas de présentateurs, mais était précédée de quelques clips réalisés par les téléspectateurs. Juste après MyTV est apparue l'émission d'information pour les jeunes JAM, présentée par Vincenzo De Jonghe, Veerle Deblauwe et Eline De Munck. VT4 Kids a été présenté alternativement par Timo Descamps et Rob Teuwen. VIER Kids n'avait pas de présentateurs. Au début, elle avait son propre logo, mais plus tard, les dessins animés ont été diffusés avec le logo habituel de la VIER. En 2015, la programmation de VIER Kids a été limitée aux matinées seulement. Du 1er janvier 2016 au 25 mars 2016, aucune série de dessins animés n'a été diffusée sur VIER. Le 26 mars, VIER Toons a commencé. Il n'a pas de présentation, mais possède son propre logo.
Depuis 2017, il n'y a plus de programmes pour enfants sur VIER.

## Diffusion
VIER est diffusée sur les réseaux câblés flamands et bruxellois (Telenet, Numericable) ainsi que sur le bouquet satellite TV Vlaanderen Digitaal.

## Identité visuelle

### Logos

Logo de VT4 de 2002 à 2012
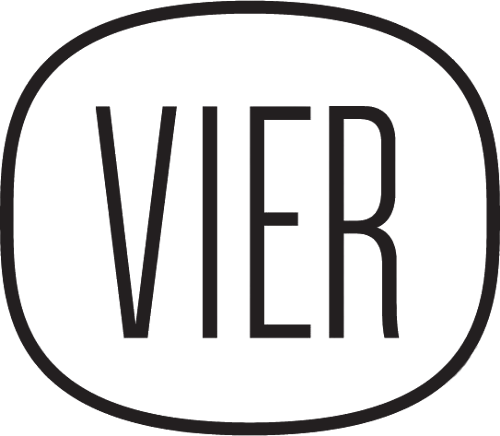
Logo de VIER du 17 septembre 2012 au 26 mars 2017
Logo du 27 mars 2017 au 28 janvier 2021
Logo depuis le 28 janvier 2021